# 狭野神社 (能美市)
狭野神社（さのじんじゃ）は、石川県能美市佐野町にある神社である。式内社で、旧社格は県社。

## 祭神
- 素盞嗚尊
- 神日本磐余彦天皇
- 天照大御神
- 豊受比咩神

## 歴史
往古から佐野に鎮座し数多くの末社があり、その創立以来長らく社司や別当もいて全国でも著名な神社として、郷民の崇敬厚く嘉祥3年12月8日文徳天皇の御即位の際の恩典として正六位上を賜った。又加賀藩主前田利常公は格別に崇敬せられ正保元年4月2日にこの神社に参拝し、武運長久と国家安陰を祈願せられ、翌2年5月1日に利常公自ら祭主となって祭儀を挙行された。
明治35年5月に県社に昇格し同年12月29日に神饌幣帛供進神社に指定され、明治40年4月に末社神田神社を合祀した。大正13年9月に拝殿を改築し、昭和50年8月に本殿と幣殿と社務所を改築造営した。

## 祭事
- 歳旦祭（1月1日）
- 祈年祭（2月17日）
- 春季大祭（5月1日）
- 秋季大祭（9月24日）
- 新誉祭（11月23日）
- 大拔祭（6月30日・12月31日）

毎月1日と24日午前10時より月次祭挙行す。
春秋例大祭には御神輿渡御、獅子舞、踊等あり。

## 見どころ
- 神馬：石造りにてその制作年月と石工は定かではないが、古代から存在するもの。
- 椎の大樹：目まわり周囲21尺。地上5尺の所で4本の大枝に別れていて樹齢350年余りと云われている。
- 百度墳：むかしは丑の刻参りの起点とされたもの。
- 九谷窯跡：釉薬の源土を発見し、陶祖 斉田道開が佐野窯を創始した跡とされている。
- 御食津山（神苑）：神社の前方、左右にあり、五穀豊穣を祈る。
- 神楽山（神苑）：神社の後方にあって、東南を遠望すれば白山の霊峰を拝み、北に目を転ずれば古墳地和田山が指呼のうちに見ゆる景観の地である。